# Staden
Staden önkormányzat Belgiumban, Nyugat-Flandria tartományban. Lakosainak száma 11 376 fő (2018. január 1.). Staden Kortemark, Roeselare, Zonnebeke, Langemark-Poelkapelle, Houthulst és Hooglede önkormányzatokkal határos.